# Перетворювачі переміщення

Перетворювачі переміщення — елементи системи автоматичного контролю які змінюють вихідну величину пропорціонально вхідному переміщенню.
Найбільше поширення отримали параметричні перетворювачі механічного переміщення. До них належать^
- R (резисторні),
- L (індуктивні),
- С (ємнісні) перетворювачі.

Ці елементи змінюють вихідну величину пропорціонально вхідному переміщенню: електричний опір R, індуктивність L і ємність С.
Особливу групу складають часто застосовувані індукційні перетворювачі — диференціально-трансформаторні і феродинамічні.
Диференціально-трансформаторні перетворювачі широко розповсюджені в системах контролю і регулювання завдяки своїй надійності і простоті. Їх використовують у первинних і вторинних приладах зміни тиску, витрат, рівнів тощо.
Перетворювачі звичайно підключаються до систем контролю за допомогою мостових схем.